# Старий Венглінець
Старий Венглінець (пол. Stary Węgliniec) — село в Польщі, у гміні Венглінець Згожелецького повіту Нижньосілезького воєводства.
Населення — 1033 особи (2011).
У 1975-1998 роках село належало до Єленьогурського воєводства.

## Демографія
Демографічна структура станом на 31 березня 2011 року:
|          | Загалом | Допрацездатний вік | Працездатний вік | Постпрацездатний вік |
| -------- | ------- | ------------------ | ---------------- | -------------------- |
| Чоловіки | 509     | 115                | 351              | 43                   |
| Жінки    | 524     | 107                | 304              | 113                  |
| Разом    | 1033    | 222                | 655              | 156                  |